# 尋常小学唱歌
尋常小学唱歌（じんじょうしょうがくしょうか）は1911年5月8日から1914年6月18日にかけて文部省が編纂した尋常小学校用の唱歌 (教科)の教科書。先に編纂された『尋常小学読本唱歌』を引き継いだものである。第一学年用から第六学年用までの全6冊。1学年ごとの収録曲は20曲。全120曲。

## 編纂の概要
『尋常小学読本唱歌』に並行する形で、文部省が東京音楽学校に編纂を依頼し、下記の委員によって構成された編纂委員会において合議により作詞、作曲された。このため、著作権は文部省が所有し、個々の曲の作者は伏せられた。のちに個々の作詞・作曲者が判明したとされる曲があるものの、多くは根拠が弱い。これは、作詞、作曲を示す自筆原稿がほとんど発見されていないことによる。歌詞については、文部省が歌詞を一般から公募し、入選した作品を編纂委員会で検討した経緯がある。修正の過程を示す資料が残され、芳賀矢一、上田萬年ら国定国語読本の編纂にかかわった文学者の校閲が細かく行われた。しかし歌詞の原案を誰が作成したかは明らかでない。作曲過程に至っては、原作の特定自体が相当困難である。したがって、個人的な著作作品にならぬよう、編纂の段階で念入りな計画がされていたと判断される。合議制の作品集であると同時に文部省の買取原稿の形をとったということからも、尋常小学唱歌に採用された曲のほぼ全てについて、個人の著作物とすることは難しい。
現在の音楽教科書と違い、教科書全体が1つのコンセプトのもとに編纂された。最初に学年ごとの題目が決められ、それを1年間の児童の発達、言語習得と季節の推移に合わせて楽曲が作られ、配列された。このため国語読本の韻文教材に言葉の程度があわせられた。そして『尋常小学読本唱歌』所収の27曲を全て取り込み、新たに尋常小学唱歌のために作詞、作曲されたものが収録されることになった。したがって既存の曲や外国の曲は収録されていない。これらの事情について、編纂委員であった南能衛、島崎赤太郎が編纂過程を紹介した文章が残されており、そこからわずかではあるが編纂の過程を知ることができる。
当時の唱歌教科書の特徴として「教科統合」という思想があった。これは小学校令施行規則の文言に則って教科書が編纂されていた実態を示すものである。唱歌教科書の場合、特に修身、国語読本、国史などの教科書と共通の素材が使用された。文部省著作として、時代の変遷にともない（昭和期）、文部省の責任のもと、歌詞が変えられた曲もあった。
当時は、田村虎蔵が編纂した『教科適用幼年唱歌』をはじめとして、多くの唱歌教科書が発行されていた。一方で教科書疑獄事件やそれに伴う教科書国定化の影響を受け、全国に標準的な唱歌教科書を普及させるため、国語や国史の教科書と違って国定ではなかった（文部大臣の検定を経た教科書や唱歌集、ピースも使用可）ものの、文部省著作という信頼を背景に、多くの学校で使用された。昭和初期まで20年近く使用され、次の『新訂尋常小学唱歌』にも大半の曲が再録された。更には現在まで歌い継がれる曲もあり、国民に多大の影響を与えた。

## 収録曲一覧
収録された曲の題材には自然、修身、歴史、産業などがあり、他の教科との連絡が意図されていた。
調については、大部分が長調で、短調のものは第四学年以降に少数見られるだけであり、また日本音階のものは「かぞへ歌」1曲のみである。また、拍子については、大部分が2拍子・4拍子で、これも3拍子や6/8拍子のものは第五学年以降に少数見られるだけである。

### 第一学年
1. 日の丸の旗 （現在では「ひのまる」）
2. 鳩
3. おきやがりこぼし
4. 人形
5. ひよこ
6. かたつむり
7. 牛若丸
8. 夕立
9. 桃太郎
10. 朝顔
11. 池の鯉
12. 親の恩
13. 烏
14. 菊の花
15. 月
16. 木の葉
17. 兎
18. 紙鳶の歌
19. 犬
20. 花咲爺

### 第二学年
1. 桜
2. 二宮金次郎
3. よく学びよく遊べ
4. 雲雀
5. 小馬
6. 田植
7. 雨
8. 蝉
9. 蛙と蜘蛛
10. 浦島太郎
11. 案山子
12. 富士山
13. 仁田四郎
14. 紅葉
15. 天皇陛下
16. 時計の歌
17. 雪
18. 梅に鴬
19. 母の心
20. 那須与一

### 第三学年
1. 春が来た
2. かがやく光
3. 茶摘
4. 青葉
5. 友だち
6. 汽車
7. 虹
8. 虫のこゑ
9. 村祭
10. 鵯越
11. 日本の国
12. 雁
13. 取入れ
14. 豊臣秀吉
15. 皇后陛下
16. 冬の夜
17. 川中島
18. おもひやり
19. 港（新編教育唱歌集収録の「みなと」とは別の曲）
20. かぞへ歌

### 第四学年
1. 春の小川
2. 桜井のわかれ
3. ゐなかの四季
4. 靖国神社
5. 蚕
6. 藤の花
7. 曽我兄弟
8. 家の紋
9. 雲
10. 漁船
11. 何事も精神
12. 広瀬中佐
13. たけがり
14. 霜
15. 八幡太郎
16. 村の鍛冶屋
17. 雪合戦
18. 近江八景
19. つとめてやまず
20. 橘中佐

### 第五学年
- （みがかずば）
- （金剛石・水は器）

1. 八岐の大蛇
2. 舞へや歌へや
3. 鯉のぼり
4. 運動会の歌
5. 加藤清正
6. 海
7. 納涼
8. 忍耐
9. 鳥と花
10. 菅公
11. 三才女
12. 日光山
13. 冬景色
14. 入営を送る
15. 水師営の会見
16. 斎藤実盛
17. 朝の歌
18. 大塔宮
19. 卒業生を送る歌

### 第六学年
1. 明治天皇御製
2. 児島高徳
3. 朧月夜
4. 我は海の子
5. 故郷 （ウィキソースによる歌詞）
6. 出征兵士
7. 蓮池
8. 燈台
9. 秋
10. 開校記念日
11. 同胞すべて六千万
12. 四季の雨
13. 日本海海戰
14. 鎌倉
15. 新年
16. 国産の歌
17. 夜の梅
18. 天照大神
19. 卒業の歌

## 作詞委員
- 吉丸一昌（作詞委員会代表）
- 富尾木知佳
- 乙骨三郎
- 武笠三
- 高野辰之
- 島崎赤太郎

## 作詞委員顧問
- 芳賀矢一
- 上田萬年
- 吉岡郷甫

## 作曲委員
- 島崎赤太郎（作曲委員会代表）
- 岡野貞一
- 上眞行
- 楠美恩三郎
- 南能衛
- 小山作之助

## 小学唱歌教科書編纂委員会委員長
- 湯原元一